# Campeonato Europeo de Baloncesto Femenino de 1991
El XXIII Campeonato Europeo de Baloncesto Femenino se celebró en Israel entre el 12 y el 17 de junio de 1991 bajo la denominación EuroBasket Femenino 1991. El evento fue organizado por la Confederación Europea de Baloncesto (FIBA Europa) y la Federación Israelí de Baloncesto.
Un total de ocho selecciones nacionales afiliadas a FIBA Europa compitieron por el título europeo, cuyo anterior portador era la Selección femenina de baloncesto de la Unión Soviética, vencedor del EuroBasket 1989. Este fue el último Eurobasket ganado por la selección soviética, ya que en 1991 empezó el proceso de desintegración de la URSS. De 22 participaciones, 21 de ellas ganaron la medalla de oro y una plata.
La Selección femenina de baloncesto de la  Unión Soviética conquistó su 21 medalla de oro continental al derrotar en la final al equipo de Yugoslavia con un marcador de 97-84.  En el partido por el tercer puesto el conjunto de Hungría obtuvo la medalla de bronce al ganar a Bulgaria.

## Plantilla del equipo campeón
- Unión Soviética:

Olena Žyrko, Elena Baranova, Irina Kushch, Elena Mozgovaja, Marina Burmistrova, Maryna Tkačenko,Irina Minch, Elena Chudašova, Irina Sumnikova, Elén Shakírova, Natalia Zasúlskaya, Svetlana Zabolueva. Seleccionador: Evgueni Gomelski